# Апелдорн
Апелдорн (нід. Apeldoorn) — місто за 90 кілометрів на схід від Амстердама, у центральних Нідерландах. Регіональний центр муніципалітету Апелдорн у провінції Гелдерланд. З 24 травня 2014 року очільником міста є — Йон Берендс(ХДЗ).

## Історія
Перша згадка про місто Апелдорн датується VIII століттям. На той час поселення іменувалося Апполдро і позначено було на перехресті старої дороги від Амерсфорта в Девентер та дороги від Арнема в Зволле. Сучасна назва з'явилася на картах тільки у 1740-х роках.
30 квітня 2009 року під час святкування Дня королеви у місті стався замах на королівську сім'ю. Автомобіль під управлінням 38-річного нідерландця дуже швидко виїхав на площу, що по ній тоді проїздив відкритий автобус з Королевою Беатрікс та іншими членами королівської сім'ї. Автомобіль в'їхав в натовп, після чого врізався в пам'ятник. Результатом цього інциденту, визнаного згодом спробою замаху на членів королівської сім'ї, стала загибель 6 людей. 11 осіб дістали поранення. Заарештований винуватець трагедії наступного дня помер від травм.

## Площа

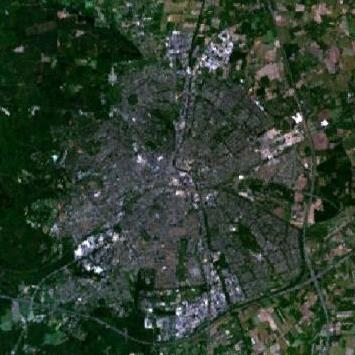
Знімок міста з космосу

Площа муніципалітету — 341,13 км², у тому числі площа водної поверхні — 1,17 км².

## Населення
Населення муніципалітету — 162 023 чоловік (станом на 2018 рік). Щільність населення — 457 чол. на 1 км². Згідно з переписом населення 2001 року, структура населення Апелдорна була такою:
| Вік (років) | чоловіки | жінки | загалом |
| ----------- | -------- | ----- | ------- |
| 0-14        | 14188    | 13611 | 27799   |
| 15-24       | 8875     | 8327  | 17202   |
| 25-39       | 17418    | 16827 | 34245   |
| 40-54       | 17588    | 17606 | 35194   |
| 55-64       | 7907     | 8066  | 15973   |
| 65-74       | 5793     | 6930  | 12723   |
| 75-84       | 2963     | 5082  | 8045    |
| 85+         | 640      | 1860  | 2500    |
| загалом     | 75372    | 78309 | 153681  |

Подальші показники населення характеризуються щорічним ростом: в серпні 2017 року — 160 838 чол., листопад 2018 року — 162 270 чол.

## Населені пункти муніципалітету
Міста
- Апелдорн

Села
- Бекберген
- Гундерло
- Гог Сурен
- Кларенбек
- Лірен
- Лунен
- Уддел
- Угхелен
- Венум-Вісел

Селища
- Ассел
- Йонас
- Ню-Мілліген
- Радіо Котвейк

## Економіка
У місті розташовані великі паперові та картонні фабрики, фабрика художніх матеріалів, багато фінансових установ та офісів: страхова компанія «Сентрал Бегер», податкові служби, «Кадастр», урядові служби, що реєструють власність на землю, та деякі інші. Крім того, є редакції газет, кілька лікарень, приватні санаторії.

## Природа
Західна частина муніципалітету лежить на горбистій місцевості Велюве, східна — в долині Ейсел. Околиці міста лісисті і дуже мальовничі. Місто перетинає з півночі на південь канал Апелдорн.

## Пам'ятки
Довгий час Апелдорн залишався одним із звичайних периферичних містечок на сході країни. Значне збільшення міста припало на XIX століття та на післявоєнний час. У місті багато парків:
- Ораньєпарк
- Принсенпарк
- Верзетстрейдерспарк
- Вільгельмінапарк
- Матенпарк
- Парк Доггерсбанк
- Спрангенпарк
- Південний парк
- Каналпарк

## Палац Гет-Лоо

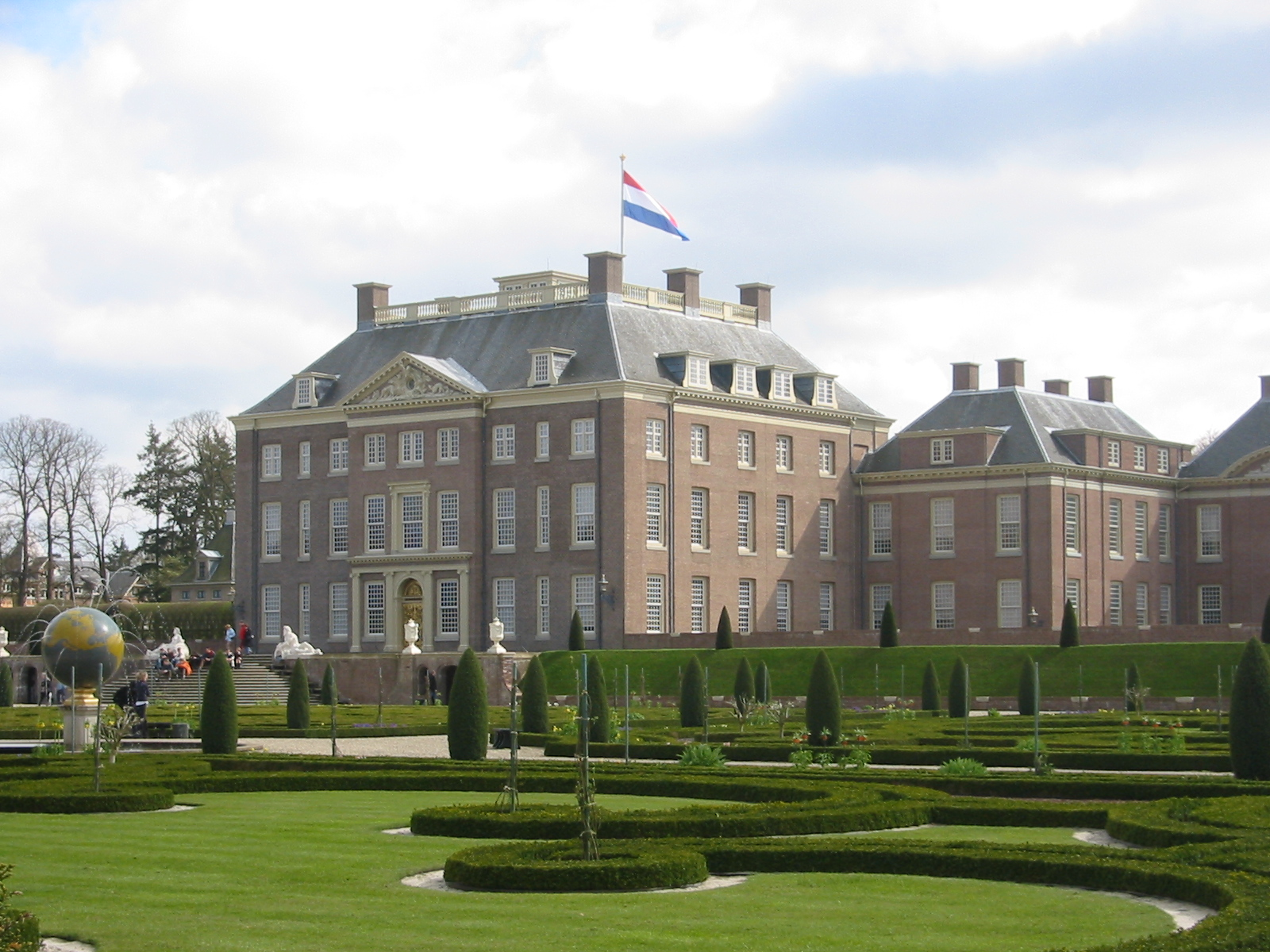
Палац Гет-Лоо в 2002 році

Поряд з містом (на північно-західній околиці) знаходиться улюблений мисливський маєток королівської сім'ї, у центрі якого був побудований палац Гет-Нівело (тепер — Гет-Лоо). У теперішньому виді палац Гет-Лоо побутує від часів Вільяма III Англійського. Палац віддзеркалює історичний зв'язок між родом Оранських-Нассау та Нідерландами. У 1960 році королева Вільгельміна сповістила, що після її смерті палац повинен перейти у власність держави, що й сталося 1962 року, після того, як королева померла в палаці Гет-Лоо. Тепер, після повного відновлення, палац розміщує національний музей і бібліотеку, присвячені королівському двору Оранських-Нассау. Тут є ще музей канцелярії наказів королівства Нідерланди (Museum van de Kanselarij der Nederlandse Orden).

## Зоопарк Апенгел
У місті (на західній околиці, у межі парку Берг та Босий) є знаменитий зоопарк Апенхеуль, відкритий у 1971 році. Відвідувачі зоопарку можуть тут побачити безліч видів мавп, причому Апенгел — перший у світі зоопарк, у якому мавпи могли вільно переміщатися довкола відвідувачів. У зоопарку налічується більше 30 різних видів приматів, серед яких є шимпанзе, горила і орангутан.

## Протестантська церква
Будівля церкви була відновлена після руйнівної пожежі в 1890 році.

## Національний парк Гоге-Велюве
Частина парку розташована на південному заході муніципалітету Апелдорн. Парк — місце завершальної битви Канадського королівського полку під час Другої світової війни.